# Xã Peoria, Quận Franklin, Kansas
Xã Peoria (tiếng Anh: Peoria Township) là một xã thuộc quận Franklin, tiểu bang Kansas, Hoa Kỳ. Năm 2010, dân số của xã này là 672 người.